# Bijele Zemlje
Bijele Zemlje is een plaats in de gemeente Grožnjan in de Kroatische provincie Istrië. De plaats telt 90 inwoners (2001).